# Kees Christiaanse

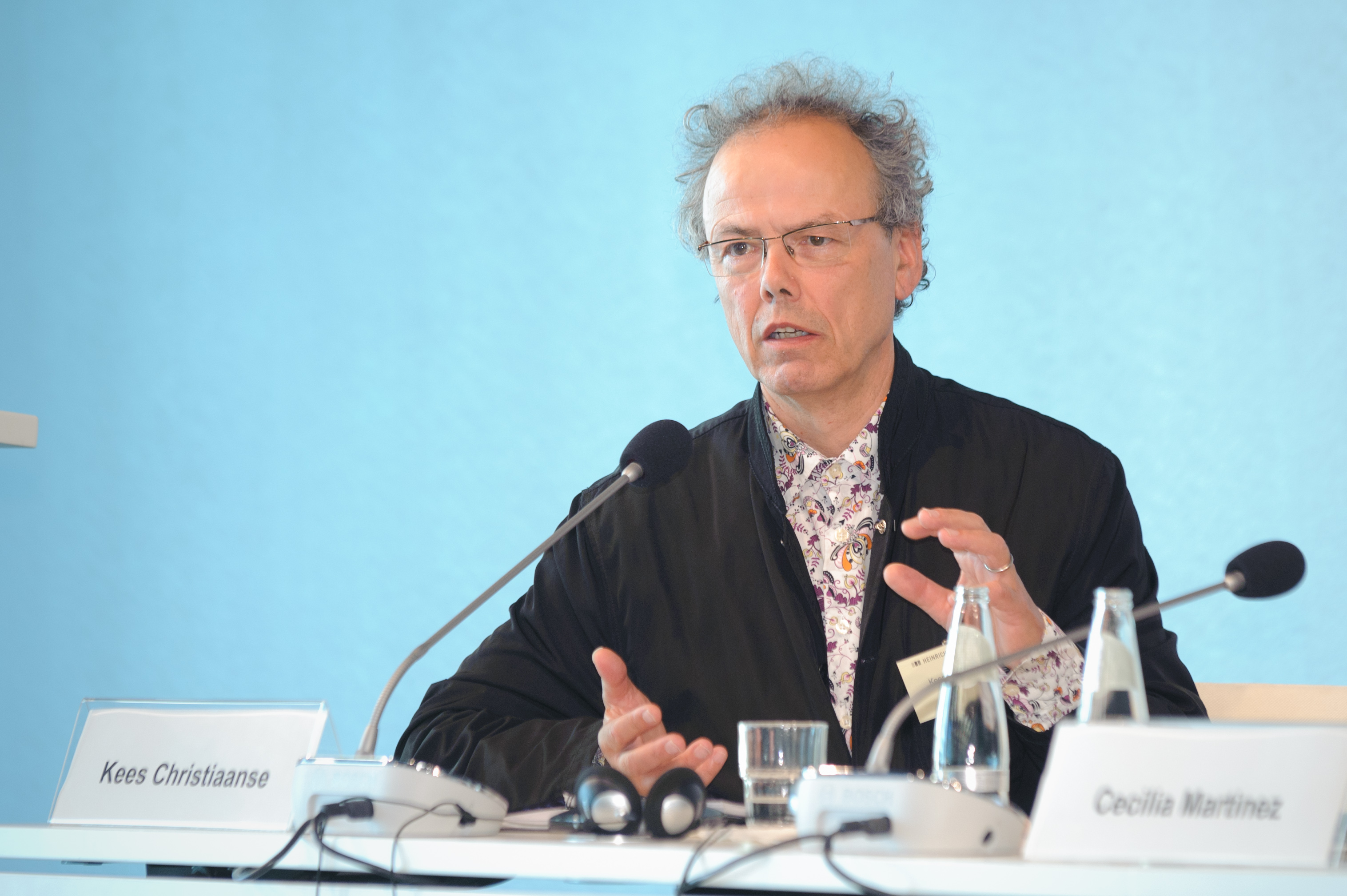
Kees Christiaanse (2011)

Kees Christiaanse (* 1953 in Amsterdam) ist ein niederländischer Architekt und emeritierter Professor für Architektur und Städtebau an der ETH Zürich.

## Ausbildung und Tätigkeit
Christiaanse studierte an der Technischen Universität Delft Architektur zusammen mit Art Zaaijer, mit dem er das Projekt Kavel 25 in Den Haag von 1989 bis 1992 als Diplomarbeit realisierte. Dieser Auftrag beinhaltete nicht nur das Wohngebäude mit 44 Wohneinheiten für den sozialen Wohnungsbau, sondern auch die städtebauliche Rahmenplanung. Für diese Arbeit wurde er 1991 mit dem niederländischen Architekturpreis Berlage Vlag ausgezeichnet.
1988 schloss Christiaanse sein Studium in Delft mit einem Diplom in Architektur ab und wurde Partner im Architekturbüro Office for Metropolitan Architecture (OMA) in Rotterdam, wo er bereits seit 1980 mitgearbeitet hatte. 1989 machte er sich selbständig und gründete das Büro Kees Christiaanse Architects & Planners (KCAP) in Rotterdam, ein Jahr später zusammen mit Peter Berner, Oliver Hall und Markus Neppl ASTOC Architects & Planners in Köln (seit 2003 GmbH & Co. KG).
Mit seinen Büros beschäftigt er sich vorrangig mit planerischen Aufgaben in Architektur und Städtebau und ist für öffentliche wie auch für private Auftraggeber tätig.
Von 1993 bis 1996 war er dazu als gestalterischer Direktor der niederländischen Staatsbauabteilung in Den Haag tätig.
1996 wurde er an die TU Berlin als Professor für Architektur und Städtebau berufen. Den Lehrstuhl hatte er bis 2003 inne, als er dem Ruf auf den Lehrstuhl für Architektur und Städtebau an der ETH Zürich folgte und 2018 emeritiert wurde.
2009 war er Kurator der Internationale Architectuur Biënnale Rotterdam (IABR). Seit Mitte 2012 war er, bis zur Einstellung der Arbeiten, eins der sechs Mitglieder des Kuratoriums IBA Berlin 2020.

## Projektauswahl
- 1994–1997, GWL-terrein Amsterdam: Masterplan und Supervision für ein ökologisches und autofreies Quartier mit 600 Wohnungen, Senioren- und Behindertenwohngruppen, Atelierwohnungen und einem Nachbarschaftszentrum
- 1994–heute, Holzhafen Hamburg: Erster Preis im Wettbewerb und Ausführung von Büro Ost und Wohnturm
- 1996–2002, Stadstuinen Rotterdam: 600 Wohnungen, Seniorenwohnanlage, Büro- und Gewerberäume, Parkplätze
- 1996–2000: Emerald Wohngebäude, Delft: 60 Wohnungen, Einkaufszentrum und Stellplätze; Seniorenwohnanlage, medizinische Einrichtungen und gewerbliche Räumen
- 1997–2002, Breevaarthoek Gouda: 25 Wohnungen und 28 Einfamilienhäuser an den Reeuwijk-Seen
- 1998–heute, Noorderplassen West, Almere: Masterplan für ein Wohn- und Erholungsgebiet mit 3.000 Wohneinheiten umgeben von Seen und Wald
- 1998–heute, Pakhuizen Kompartiment C, Oostelijke Handelskade, Amsterdam: Masterplan, Entwurf von Bürogebäude, Wohngebäude und einer Garage mit 450 Stellplätzen
- 1999–heute, Fountainhead, Borneo Sporenburg, Amsterdam: Wohngebäude mit 97 Loftwohnungen mit zusätzlicher städtischer Nutzung (Swimming Pool, Ausstellungsräume) und 229 Stellplätzen
- 1999–heute, Amstel III Parzelle 206A, Amsterdam: Städtebaulicher Entwurf und Supervision für 120.000 m² Büros; Entwurf eines städtischen Decks und einer Garage mit 1400 Stellplätzen, Entwurf einer Brücke
- 1999–heute, Hafen City, Hamburg: Erster Preis des Wettbewerbs, Ausarbeitung des Masterplans für 5.000 Wohnungen und 20.000 Arbeitsplätze auf einer Fläche von 155 ha, Funktionsplan Dalmannkai
- 2000, Christiania-Bjorvika, Oslo: Städtebauliche Studie für einen neuen Stadtteil an der Waterfront von Oslo auf einem Gebiet von 45 ha mit 100.000 Wohnungen, städtischen Funktionen und der Entwicklung eines Bahnhofs für den öffentlichen Verkehr
- 2000–heute, Sciencepark, Universität Amsterdam: Masterplan, Supervision und Entwurf des öffentlichen Raums für einen neuen Wissenschaftsparks mit 100.000 m² Unterrichtsräume, 320.000 m² Büros, Kongresseinrichtungen und 660 Wohnungen
- 2001–heute, Eindhoven Airport: Masterplan, Entwurf eines Flughafenterminals mit Plaza, Hotel, Gewerbefläche und Stellplätzen
- 2005, Gebäude für eine Dependance des Rijksdienst voor het Cultureel Erfgoed in Lelystad
- 2007, so genannter Stadsbalkon, Bahnhofsvorplatz in Groningen
- 2009, „The Red Apple“ in Rotterdam, multifunktionales Hochhaus
- 2010–heute, Zalmhaven-Complex in Rotterdam, Hochbauprojekt mit Luxusappartements und Geschäften

## Auszeichnungen
- 1991 Berlage-Flagge für Parzelle 25, Den Haag
- 1997 Ehrenmitglied des Bundes Deutscher Architekten BDA
- 1998 Nominierung für den Mies van der Rohe Award for European Architecture für das Projekt GWL-terrein, Amsterdam
- 2003 Bauwerk des Jahres des Architekten- und Ingenieursverbands Hamburg für das Projekt Holzhafen

## Ausstellungen (Auswahl)
- 1997 Deutschland-Niederlande, Aedes Gallery, Berlin
- 2003–2004 Wanderausstellung The City as Loft. Diverse Sammelausstellungen in Deutschland und den Niederlanden

## Veröffentlichungen (Auswahl)
- Situation. Birkhäuser, Basel 2005
- Suburbia in Holland. TU, Univ.-Bibliothek, Berlin 1997
- OMA. Aedes, Galerie für Architektur u. Raum, Berlin 1981